# ULTRA SUPER GOLDEN WONDERFUL SPECIAL ABSOLUTE COMPLETE PERFECT SUPREME TERRIFIC ULTIMATE...
『ULTRA SUPER GOLDEN WONDERFUL SPECIAL ABSOLUTE COMPLETE PERFECT SUPREME TERRIFIC ULTIMATE...』（ウルトラ スーパー ゴールデン ワンダフル スペシャル アブソリュート コンプリート パーフェクト スプリーム テリフィック アルティメット…）は、2002年12月18日に発売されたUNICORNのCD BOX。

## 解説
- 長大なタイトルの単語一語一語は、ベスト・アルバムのタイトルによく見かけるものを多く含んでいる。無論デザインだが、ジャケットのロゴ表記ではタイトルが後ろになるにつれ小さくなり最後まで読めない。
- ジャケットはThe BeatlesのコンピレーションアルバムであるOLDIESのパロディである。
- 15th ANNIVERSARY HISTORY BEST BOX.時系列にまとめたベストを2枚、ソロ作品集を1枚、さらにビデオクリップ集のDVDを1枚を収録した、計4枚組のボックスセット。
- 超完全期間限定大生産!!ということで、3ヶ月限定発売だった。6(ロク)とROCK(ロック)をかけて、税抜価格は6のぞろ目で6,666円。
- 「スターな男 “異ミックスド”」などアルバム初収録曲（・ヴァージョン）が含まれている。DVDでは「開店休業 “ニュー巨匠ミックス”」、「御珍好2」が初公開されている。
- 掲載されている写真は「川西幸一」在籍の5人時代のものが使われている。ユニコーンのディレクターであった河合誠一マイケルと数多くのミュージックビデオの監督を務めた板屋宏幸が解説を書いている。
- 2008年3月11日に再発売。
- 現在はiTunes等でも全曲配信されている。

## 収録曲

### CD盤

#### 1st CD…HISTORY
| 全編曲: UNICORN。 |                              |                    |            |                    |       |
| #                 | タイトル                     | 作詞               | 作曲       | ボーカル           | 時間  |
| 1.                | 「Hystery-Mystery」          | 奥田民生           | 奥田民生   | 奥田民生           | 3:57  |
| 2.                | 「Maybe Blue」               | 奥田民生           | 奥田民生   | 奥田民生           | 4:17  |
| 3.                | 「Pink Prisoner」            | 奥田民生           | 奥田民生   | 奥田民生           | 4:34  |
| 4.                | 「I'M A LOSER」              | 奥田民生           | 奥田民生   | 奥田民生           | 4:34  |
| 5.                | 「HEY MAN!」                 | 奥田民生           | 奥田民生   | 奥田民生           | 4:58  |
| 6.                | 「SUGAR BOY」                | 奥田民生           | 奥田民生   | 奥田民生           | 4:04  |
| 7.                | 「ペケペケ」                 | 川西幸一           | 奥田民生   | 堀内一史・奥田民生 | 3:23  |
| 8.                | 「服部」                     | 奥田民生           | 奥田民生   | 奥田民生           | 4:28  |
| 9.                | 「おかしな2人」              | 川西幸一           | 奥田民生   | 奥田民生           | 3:36  |
| 10.               | 「珍しく寝覚めの良い木曜日」 | 手島いさむ         | 手島いさむ | 奥田民生           | 4:20  |
| 11.               | 「デーゲーム “服部仕様”」    | 手島いさむ         | 手島いさむ | 奥田民生           | 4:27  |
| 12.               | 「人生は上々だ」             | 川西幸一・阿部義晴 | 奥田民生   | 阿部義晴・奥田民生 | 4:16  |
| 13.               | 「大迷惑」                   | 奥田民生           | 奥田民生   | 奥田民生           | 3:38  |
| 合計時間:         | 合計時間:                    | 合計時間:          | 合計時間:  | 合計時間:          | 54:32 |

#### 2nd CD…HISTORY
| 全編曲: UNICORN。 |                                                                                              |                    |                              |                      |       |
| #                 | タイトル                                                                                     | 作詞               | 作曲                         | ボーカル             | 時間  |
| 1.                | 「ロック幸せ」                                                                               | 川西幸一           | 川西幸一                     | 川西幸一・手島いさむ | 1:57  |
| 2.                | 「命果てるまで」(挿入曲:第三の男作曲:アントン・カラス、マイケル・カー、ゴールデン・ジャック) | 奥田民生           | 奥田民生                     | 奥田民生             | 3:47  |
| 3.                | 「ケダモノの嵐」                                                                             | 川西幸一           | 奥田民生                     | 奥田民生             | 3:41  |
| 4.                | 「自転車泥棒」                                                                               | 手島いさむ         | 手島いさむ                   | 奥田民生             | 3:29  |
| 5.                | 「CSA」                                                                                      | 阿部義晴           | 阿部義晴                     | 阿部義晴             | 0:55  |
| 6.                | 「働く男」                                                                                   | 奥田民生           | 奥田民生                     | 奥田民生             | 3:47  |
| 7.                | 「スターな男 “異ミックスド”」                                                                | 阿部義晴           | 奥田民生                     | 奥田民生             | 2:55  |
| 8.                | 「ボサノバ父さん」                                                                           | 奥田民生           | 奥田民生                     | 奥田民生             | 3:28  |
| 9.                | 「PTA〜光のネットワーク〜 "single mix"」                                                     | 奥田民生・阿部義晴 | 奥田民生・阿部義晴・小西康陽 | 奥田民生・阿部義晴   | 5:40  |
| 10.               | 「ハヴァナイスデー」                                                                         | 奥田民生           | 奥田民生                     | 奥田民生             | 2:38  |
| 11.               | 「ブルース」                                                                                 | 川西幸一           | 川西幸一                     | 奥田民生             | 3:18  |
| 12.               | 「黒い炎」                                                                                   | 堀内一史           | 堀内一史                     | 堀内一史             | 3:07  |
| 13.               | 「ニッポンへ行くの巻」                                                                       | 奥田民生           | 奥田民生                     | 奥田民生             | 4:57  |
| 14.               | 「風」                                                                                       | 奥田民生           | 奥田民生                     | 奥田民生             | 0:47  |
| 15.               | 「風II」                                                                                     | 奥田民生           | 奥田民生                     | 奥田民生             | 0:41  |
| 16.               | 「車も電話もないけれど」                                                                     | 奥田民生           | 奥田民生                     | 奥田民生             | 4:25  |
| 17.               | 「ヒゲとボイン」                                                                             | 奥田民生           | 奥田民生                     | 奥田民生             | 4:41  |
| 18.               | 「雪が降る町 "more bell mix"」                                                               | 奥田民生           | 奥田民生                     | 奥田民生             | 6:09  |
| 19.               | 「お年玉」                                                                                   | 阿部義晴・川西幸一 | 阿部義晴                     | 阿部義晴・堀内一史   | 2:57  |
| 20.               | 「与える男」                                                                                 | 奥田民生           | 奥田民生                     | 奥田民生             | 4:02  |
| 21.               | 「すばらしい日々」                                                                           | 奥田民生           | 奥田民生                     | 奥田民生             | 4:34  |
| 合計時間:         | 合計時間:                                                                                    | 合計時間:          | 合計時間:                    | 合計時間:            | 71:55 |

#### 3rd CD…SOLO WORKS
| #         | タイトル                             | 作詞               | 作曲       | ボーカル   | 時間  |
| --------- | ------------------------------------ | ------------------ | ---------- | ---------- | ----- |
| 1.        | 「アフリカの蝶」(編曲: ホッピー神山) | 森雪之丞           | 堀内一史   | EBI        | 6:55  |
| 2.        | 「休日」(編曲: 奥田民生)             | 奥田民生           | 奥田民生   | 奥田民生   | 4:01  |
| 3.        | 「＋OR－」(編曲: 阿部義晴)           | 阿部義晴           | 阿部義晴   | 阿部義晴   | 5:42  |
| 4.        | 「リキッドマン」(編曲: 笹路正徳)     | 西川幸一・桐生千弘 | 西脇辰弥   | 西川幸一   | 4:39  |
| 5.        | 「眠れぬ夜」(編曲: 手島いさむ)       | 手島いさむ         | 手島いさむ | 手島いさむ | 4:55  |
| 6.        | 「SOLDIER」(編曲: 白浜久)            | 堀内一史           | 堀内一史   | EBI        | 4:46  |
| 7.        | 「行列」(編曲: 奥田民生)             | 奥田民生           | 奥田民生   | 奥田民生   | 3:10  |
| 8.        | 「POWER」(阿部義晴・安部隆雄)        | 阿部義晴           | 阿部義晴   | 阿部義晴   | 4:35  |
| 9.        | 「竜巻野郎」(編曲: 西脇辰弥)         | 川西幸一           | 川西幸一   | 川西幸一   | 3:16  |
| 10.       | 「白い部屋」(編曲: 手島いさむ)       | 手島いさむ         | 手島いさむ | 手島いさむ | 4:55  |
| 11.       | 「デカダンスの虹」(編曲: 鈴木慶一)   | 森雪之丞           | 堀内一史   | EBI        | 4:40  |
| 合計時間: | 合計時間:                            | 合計時間:          | 合計時間:  | 合計時間:  | 51:34 |

### 曲解説

#### 1st CD…HISTORY
1. Hystery-Mystery
2. Maybe Blue
3. Pink Prisoner
ここまで『BOOM』収録。
4. I'M A LOSER
5. HEY MAN!
イントロのクラクションの音がカットされたバージョンになっており、以降に発売される企画盤・再発盤等はこのバージョンになっている。
6. SUGAR BOY
7. ペケペケ
ここまで『PANIC ATTACK』収録。
8. 服部
9. おかしな2人
10. 珍しく寝覚めの良い木曜日
11. デーゲーム “服部仕様”
12. 人生は上々だ
13. 大迷惑
ここまで『服部』収録。

#### 2nd CD…HISTORY
1. ロック幸せ
2. 命果てるまで
3. ケダモノの嵐
4. 自転車泥棒
5. CSA
6. 働く男
ここまで『ケダモノの嵐』収録。
7. スターな男 “異ミックスド”
『ケダモノの嵐』収録曲で、今回のヴァージョンはアルバム初収録となる。
8. ボサノバ父さん
ここまで『おどる亀ヤプシ』収録。
9. PTA〜光のネットワーク〜 "single mix"
『おどる亀ヤプシ』収録曲だが、こちらはシングルヴァージョン。
10. ハヴァナイスデー
『ハヴァナイスデー』収録。
11. ブルース
オリジナルアルバム未収録。
12. 黒い炎
13. ニッポンへ行くの巻
14. 風
15. 風II
16. 車も電話もないけれど
17. ヒゲとボイン
ここまで『ヒゲとボイン』収録。
18. 雪が降る町 "more bell mix"
オリジナルアルバム未収録曲。
19. お年玉
オリジナルアルバム未収録曲。アルバム初収録。
20. 与える男
21. すばらしい日々
ここまで『SPRINGMAN』収録。

#### 3rd CD…SOLO WORKS
1. アフリカの蝶 / EBI
2. 休日 / 奥田民生
3. ＋OR－ / 阿部義晴
4. リキッドマン / 西川幸一
5. 眠れぬ夜 / 手島いさむ
ここまで（ソロ名義の）オリジナルアルバム未収録。アルバム初収録。
6. SOLDIER / EBI
7. 行列 / 奥田民生
8. POWER / 阿部義晴
9. 竜巻野郎 / 西川幸一
10. 白い部屋 / 手島いさむ
ここまで『UNICORN』収録。
11. デカダンスの虹 / EBI
EBI『MUSÉE』収録。

### DVD…CLIPS
- （本編映像）

1. Concrete Jungle（作詞・作曲:奥田民生　Vocal:奥田民生）
2. Hystery-Mystery
3. Pink Prisoner
4. Maybe Blue
5. I'M A LOSER
6. ペケペケ
7. 大迷惑
8. デーゲーム / 坂上二郎とユニコーン
9. パパは金持ち（作詞・作曲:奥田民生　Vocal：奥田民生）
10. 君達は天使（作詞・作曲:堀内一史　Vocal：堀内一史・奥田民生）
11. 働く男
12. 命果てるまで
13. ブルース
14. ヒゲとボイン
15. ニッポンへ行くの巻（作詞・作曲:奥田民生　Vocal:奥田民生）
16. 雪が降る町
17. すばらしい日々
18. 開店休業 “ニュー巨匠ミックス”（作詞・作曲:阿部義晴　Vocal：奥田民生）
  - PV撮影のオフショット、レコーディング映像などを使用している。冒頭と末尾にはライブ前・後のメンバーの様子が映っている。

- （「作品一覧」にのみ収録されている映像）
  - SUGAR BOY
  - おかしな2人
  - スターな男
  - 風〜CSA〜風II〜CSA
  - 与える男
  - スプリングマンのテーマ
  - 十九回目の普通 / EBI
- （「特典」）
  - 御珍好
    - 1994年に『THE VERY RUST OF UNICORN CD』・『THE VERY RUST OF UNICORN VIDEO Vol.1』,『同 Vol.2』同時購入者を対象にプレゼントされた非売品特典。タイトルが示すように、過去のライブ映像の中から「珍プレー」・「好プレー」を選りすぐり、解説している。

  - 御珍好2
    - 本作のために再発掘、新編集された上記の第2弾。

  - DAYS
    - イベント“DAYS”プロモーション用レコード店店頭レンタル・ビデオ。

  - 年表
    - 静止画で、結成から解散までの文字情報を収録している。